# William R. Tolbert
William Richard Tolbert, Jr. (Bensonville, 13 de mayo de 1913-Monrovia, 12 de abril de 1980) fue un pastor bautista, presidente de la Alianza Mundial Bautista y el presidente de Liberia desde 1971 hasta su asesinato en 1980, durante un golpe de Estado comandado por Samuel Kanyon Doe.

## Biografía
Estudió en la Universidad de Liberia y obtuvo una Licenciatura en Artes en 1934.
Es ordenado pastor bautista y se convierte en presidente de la Alianza Mundial Bautista en 1965 hasta 1970.
Cuando Tolbert asumió el cargo más alto del país en 1971, se puso en marcha con una visión formada por casi 2 décadas, interactuando con algunos de los más notorios líderes políticos del mundo.
Permitió la formación de partidos políticos de oposición por primera vez en décadas en Liberia, protegió la libertad de prensa y alentó a sus jóvenes críticos como Gabriel Bachus Matthews y Charles Ghankay Taylor a regresar y ver por sí mismos cuáles son las realidades de su desarrollo.
En 1974 propuso un Referéndum que limitaba el mandato presidencial a 8 años y en su discurso nacional antes de las Elecciones Generales de 1975 declaró que si el Mandato presidencial pasaba o se notaba, no buscaría la reelección después de que su mandato de 8 años hubiese expirado en 1983.
Muchos dentro de su propia clase dominante vio estas acciones reformistas progresivas como signos de debilidad en lugar de progreso y, por lo tanto, comenzó a debilitar el sistema desde adentro al mismo tiempo que los enemigos desde afuera lo atacaban.
Hay quienes dicen que la muerte del brillante y rico hermano menor del presidente Tolbert, Stephen Tolbert, en un accidente aéreo en mayo de 1975 fue el comienzo del desmoronamiento del fuerte control de Tolbert sobre las riendas del poder.

## Disturbios del arroz
A principios de abril de 1979, la ministra de agricultura de Tolbert, Florence Chenoweth, propuso un aumento en el precio subsidiado del arroz de 22 dólares por bolsa de 100 libras a 26 dólares. Chenoweth afirmó que el aumento serviría como un incentivo adicional para que los productores de arroz continúen cultivando en lugar de abandonar sus granjas por trabajos en las ciudades o en las plantaciones de caucho. Los opositores políticos criticaron la propuesta como egoísta, señalando que Chenoweth y la familia Tolbert operaban grandes granjas de arroz y, por lo tanto, obtendrían una ganancia considerable del aumento de precios propuesto.
La Alianza Progresista de Liberia convocó a una manifestación pacífica en Monrovia para protestar por el aumento de precios propuesto. El 14 de abril, unos 2.000 activistas comenzaron lo que se planeó como una marcha pacífica en la Mansión Ejecutiva. La marcha de protesta se incrementó dramáticamente cuando los manifestantes se unieron en el camino por más de 10,000 "muchachos de la calle", causando que la marcha degenerara rápidamente en una multitud desordenada de disturbios y destrucción. El saqueo generalizado se produjo con daños a la propiedad privada estimados en más de 40 millones de dólares.
En marzo de 1980, Tolbert ordenó la prohibición del partido de la oposición e hizo arrestar a Gabriel Bacchus Matthews y al resto de los líderes de la organización por cargos de traición.